# A Buganda királyok síremléke Kasubiban
A Kasubi síremlékek az ugandai fővárosi Kampala körzetben emelkedő Kasubi hegyen fekszenek; a síremlék a Buganda Királyság négy korábbi Kabaka királyának temetkezési helye. A helyszínt 2001-ben vették fel az UNESCO Világörökség listájára. A hely fő jelentőségét a hit, a szellemiség, a folytonosság és az azonosulás érinthetetlen értékei adják 
A Kasubinál található királyi palotát 1882-ben építették, majd később 1884-ben sírhellyé alakítottak át. A helyszínt Ssekabaka síremlékként is ismerik; az itt eltemetett Kabaka királyok a következők:
- I. Mutesa (1835-1884)
- II. Mwanga (1867-1903)
- II. Daudi Chwa (1896-1939)
- II. Mutesa (Sir Edward Mutesa) (1924-1969).

A Kasubi síremlék a baganda nép számára jelenleg is fontos spirituális és politikai helyszín, egyben fontos turistalátványosság. Ezen a helyen a Kabakák napjainkban is fontos, a Ganda kultúrához kapcsolódó szertartásokat tartanak
A Kasubi síremléket rejtő mintegy 30 hektáros domb három fő helyszínre osztható: a fő sírhelyre, mely a terület nyugati részén fekszik, egy másik területre, melyeken épületek és sírok találhatók, valamint a domb keleti részén fekvő mezőgazdaságilag művelt területre.  
A helyszín bejárata egy csodálatosan megépített őrház, melynek neve Bujjabukula. A Ganda hagyomány szerint a helyszínre ügyelő őrök egy számukra átlátást biztosító, nádból font fal mögött rejtőznek és a nap 24 órájában őrzik a helyszínt. Az őrház szerkezete faoszlopokon nyugszik, teteje nádfonatú, oldalfalai szintén fonott nádból készültek. A Bujjabukula egy kis udvarra vezet, melyen egy kis kör alakú ház található, itt tartják a királyi dobokat, a Ndoga-Obukabát.
Ebből a kis udvarból nyílik a sírhely fő udvara (Olugya), melyet nádkerítés vesz körül, az udvaron a királyi özvegyek számára valamint szertartások céljára épült házakkal. Az udvarra belépőt megdöbbentő látvány fogadja, mivel itt található a fő sírhely, a Muzibu-Azaala-Mpanga, mely a hely építészeti műremeke. Az épület átmérője 31 m, magassága eléri a 12 m-t. Az épület kiváló példája a szerves anyagokból, fából, zsúpból, nádból és sárral tapasztott sövényből történő építkezésnek  
A Kasubiban eltemetett első Kabaka I. Muteesa volt, a Bugandák 35. királya. A Kabaka uralkodók uralkodásának idejét II. Ssekabaka Suunatól ismerjük, aki 1836-tól 1856-ig volt a trónon.
A Bagandák a bantu néphez tartoznak, civilizációjukat a 13. századik vezetik vissza. A szájhagyomány szerint az első Kabaka uralkodó Kintu volt. A legenda szerint felesége az egek istenének. Ggulunak a lánya Nambi volt, akinek kezét a lány apjának parancsára végrehajtott hősi tetteivel nyerte el. Úgy tartják, Kabaka Kintu nem halt meg, hanem a Magonga erdőben tűnt el nyomtalanul. Kasubiban a tényleges sírok egy fakéregből készült függöny, a Kibira mögött fekszenek, a függöny előtti emelvények a sírok függöny mögött elhelyezkedését jelzik.
A Baganda nép Kabaka uralkodói mindig is stratégiai elhelyezkedésű hegyekre építették palotáikat, ahonnan az odavezető utakat szemmel tarthatták. A hagyományos gyakorlat az volt, hogy halála után minden Kabakát külön sírba temettek, állkapocs-csontját, melyről azt tartották, hogy túlvilági lelke lakozik benne, viszont egy királyi sírhelybe helyezték.

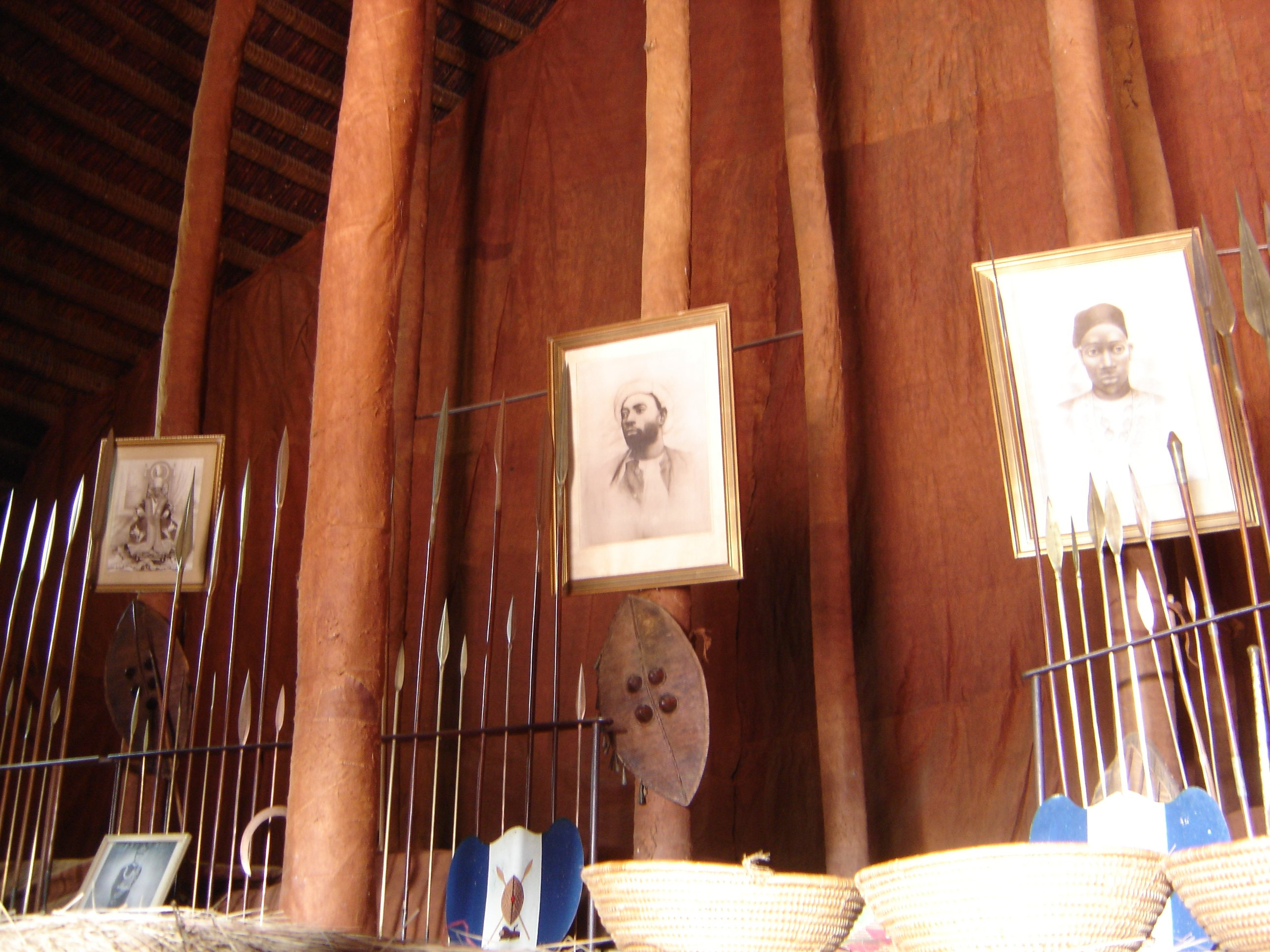
A Kasubi síremlék belseje

## A világörökségi kritériumok
- I. kritérium: A Kasubi síremlék az emberi tevékenység mesterműve mind eszméjében mind kivitelezésében.
- III. kritérium: A Kasubi síremlék a Bagandák élő kulturális hagyományainak ékesszóló bizonyítéka.
- IV. kritérium: A síremlék térbeli elhelyezkedése a Baganda palota és épületegyüttes létező legjobb példája. Az évszázadokon át fejlődött és kialakult Ganda építészeit legjobb hagyományait tükrözi.
- VI. kritérium: A Kasubi síremlék történelmi, hagyományos és szellemi értékeket hordoz. A Bagandák fő szellemi központja és a királyság legaktívabb vallási palotája.

## A síremlék napjainkban
2010 márciusában tűz pusztított az épületek között, ezért a Világörökségi Bizottság a 2010 júliusi ülésszakán felvette a veszélyeztetett világörökségi helyszínek listájára.
A tűzeset kapcsán a síremlék sajnálatos módon a földdel vált egyenlővé. Nemrégiben elkezdték ugyan újra felépíteni, azonban az építkezés 2014 derekán még gyerekcipőben járt. Odalátogatásunk előtt mindenképpen érdemes tájékozódni a síremlék aktuális állapotáról, amennyiben nem akarunk csalódással távozni a helyszínről.    